# Żelazkowec
Żelazkowec (bułg. Желязковец) – wieś w Bułgarii, w obwodzie Razgrad, w gminie Samuił. W 2023 roku liczyła 842 mieszkańców.